# مایکل پولانی
مایکل پولانی (انگلیسی: Michael Polanyi؛ ۱۱ مارس ۱۸۹۱ – ۲۲ فوریهٔ ۱۹۷۶) همه‌چیزدان مجاری-بریتانیایی بود که مشارکت‌های نظری مهمی در شیمی فیزیک، اقتصاد و فلسفه انجام داد. او استدلال کرد که اثبات‌گرایی شرح نادرستی از دانستن را به دست می‌دهد، که اگر جدی گرفته شود عالی‌ترین دستاوردهای ما به عنوان بشریت را تضعیف می‌کند.
پژوهش گسترده او در شیمی فیزیک شامل کینتیک شیمیایی، اشعه ایکس و گازها بود. او به آلمان مهاجرت کرد، در ۱۹۲۶ استاد شیمی در انجمن قیصر ویلهلم برلین شد و سپس به بریتانیا مهاجرت کرد و در ابتدا استاد شیمی و سپس استاد علوم اجتماعی در دانشگاه منچستر شد. دو تن از شاگردان و پسر او جایزه نوبل شیمی بردند. او در ۱۹۴۴ به عضویت در انجمن سلطنتی برگزیده شد.
مشارکت‌های او به علوم اجتماعی، مثلاً توضیح او در خصوص استفاده از مفهوم نظم خودجوش چندمرکزی در زمینه جستجوی فکری، در چارچوب ضدیت او با برنامه‌ریزی مرکزی توسعه یافتند.